# Capanne di Marcarolo

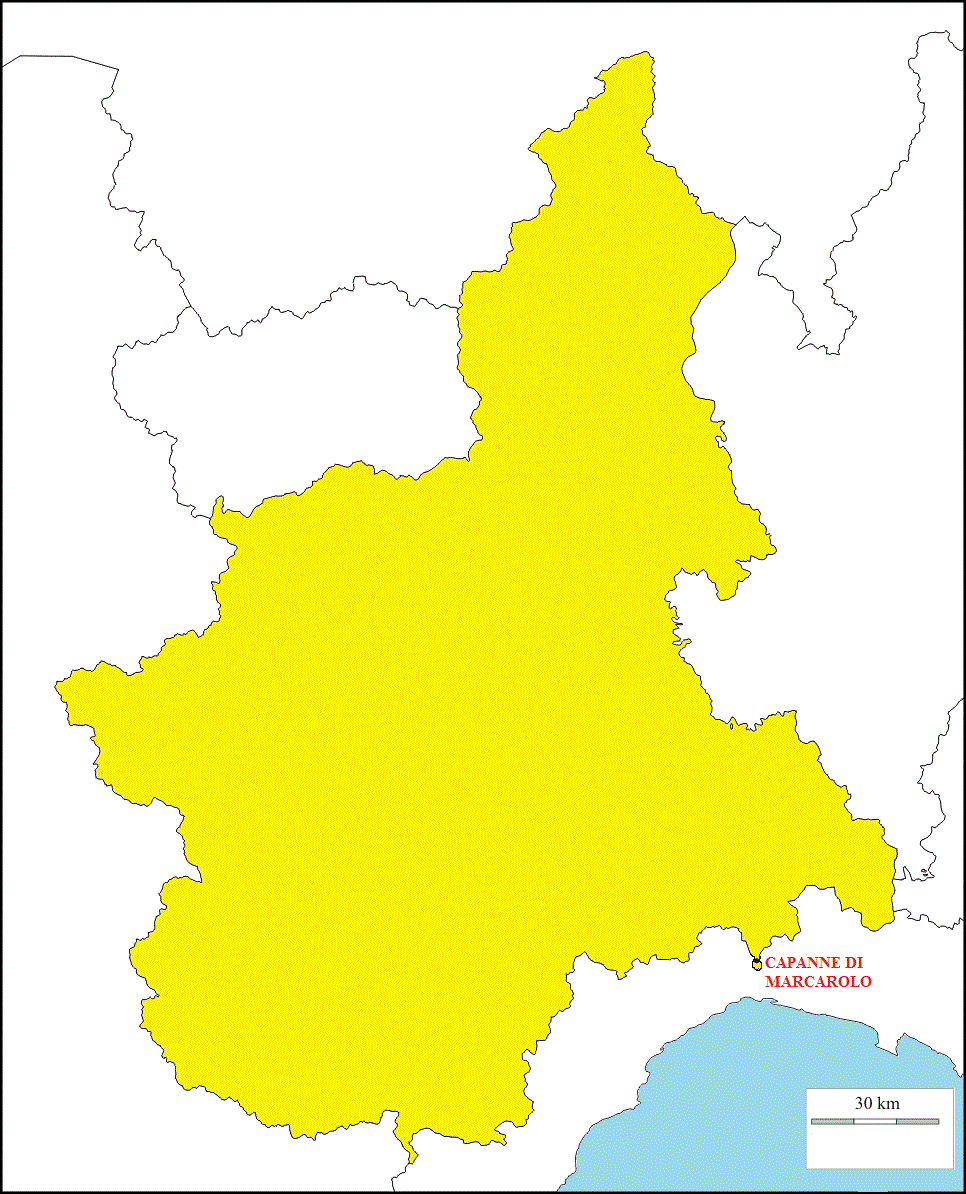
Localizzazione di Capanne di Marcarolo rispetto al Piemonte.

Capanne di Marcarolo (Cabanne de Marcaieu in ligure, comunemente Cabanne) è oggi una frazione del comune di Bosio, in provincia di Alessandria, si trova a quasi 20 km a sud del paese e dà nome al Parco naturale delle Capanne di Marcarolo.
La frazione si trova tra la valle Stura e la valle del Gorzente, a soli 11 km da Campo Ligure (GE) e a 20 km da Campomorone (GE) ed è il centro abitato del Piemonte più vicino al mare, trovandosi solo ad una decina di chilometri in linea d'aria dal Mar Ligure. 

## Storia
(Agostino Giustiniani, "Annali della Repubblica di Genova", 1537)
La frazione, sin dai tempi più antichi sede di scambi commerciali fra i liguri e le popolazioni dell'oltregiogo, è stata uno dei possedimenti degli Spinola, anche se non faceva parte dei Feudi imperiali ma apparteneva direttamente alla Repubblica di Genova, di cui seguì le sorti fino al 1815, quando venne annessa al Regno di Sardegna ed infine, nel 1859, incorporata nella provincia di Alessandria.
Il territorio fu luogo di scontro tra partigiani e nazifascisti e tra il 7 e l'11 aprile del 1944 nell'ex abbazia della Benedicta, poco distante dalle Capanne di Marcarolo, ebbe luogo la strage della Benedicta.

## Popolazione
Nella frazione vive metà della popolazione residente all'interno del Parco Regionale delle Capanne di Marcarolo.
Fino agli anni '70 esisteva una scuola, ora i pochi bambini frequentano la scuola di Campo Ligure (GE).
I capannesi sempre per le cure mediche e per l'istruzione si recano a Campo Ligure o Ovada.
| 1921 | 1938 | 1961 | 1971 | 1981 | 1991 | 2001 |
| ---- | ---- | ---- | ---- | ---- | ---- | ---- |
| 450  | 260  | 191  | 102  | 55   | 40   | 28   |

## Monumenti e luoghi d'interesse

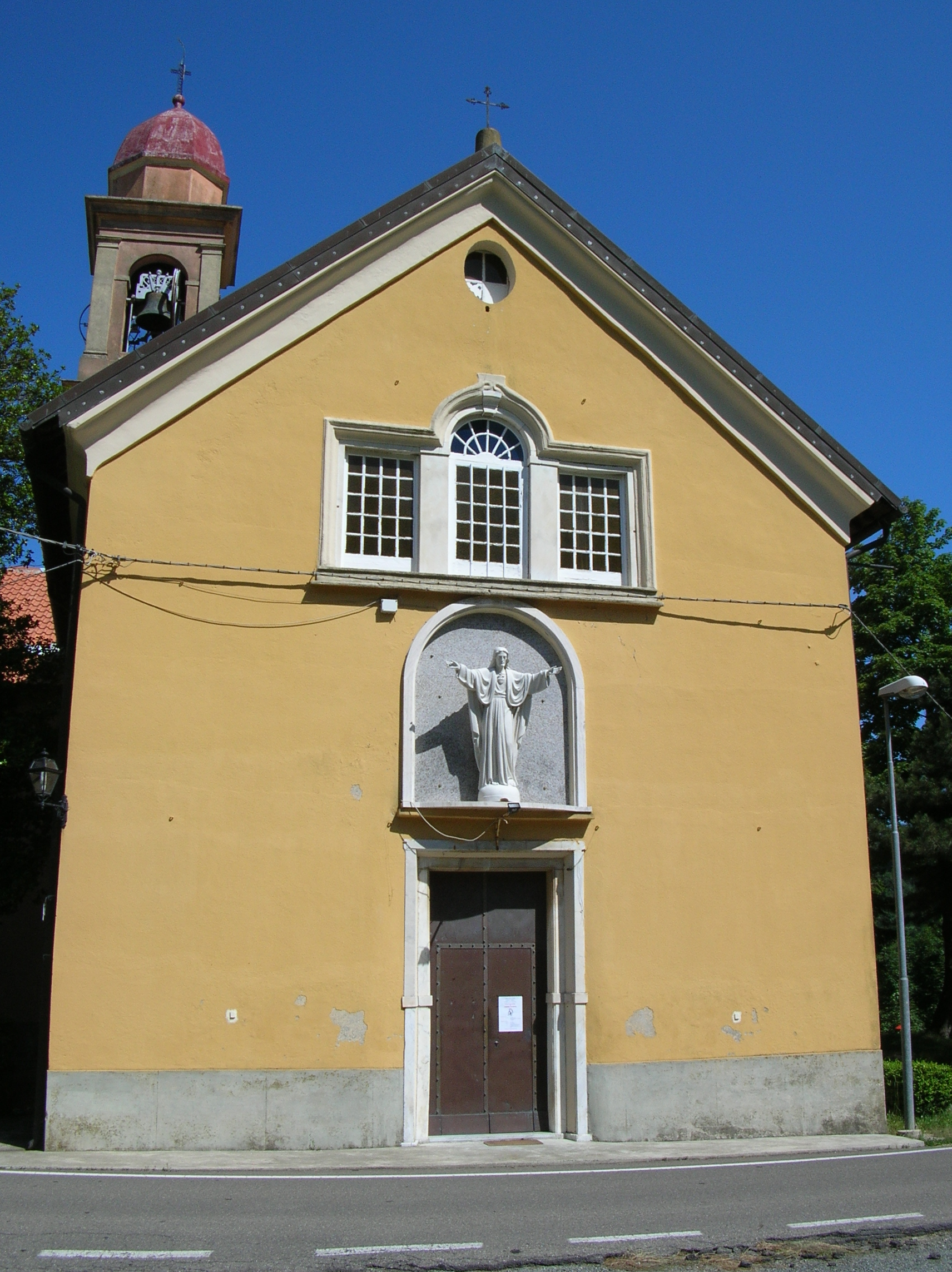
La chiesa di Santa Croce

Nella frazione si trova la chiesa di Santa Croce, nota dal 1221, anche se l'attuale costruzione risale alla metà del Seicento.
La chiesa dipende dal vicariato di Campomorone (GE) dell'Arcidiocesi di Genova e fa quindi parte della regione ecclesiastica Liguria.

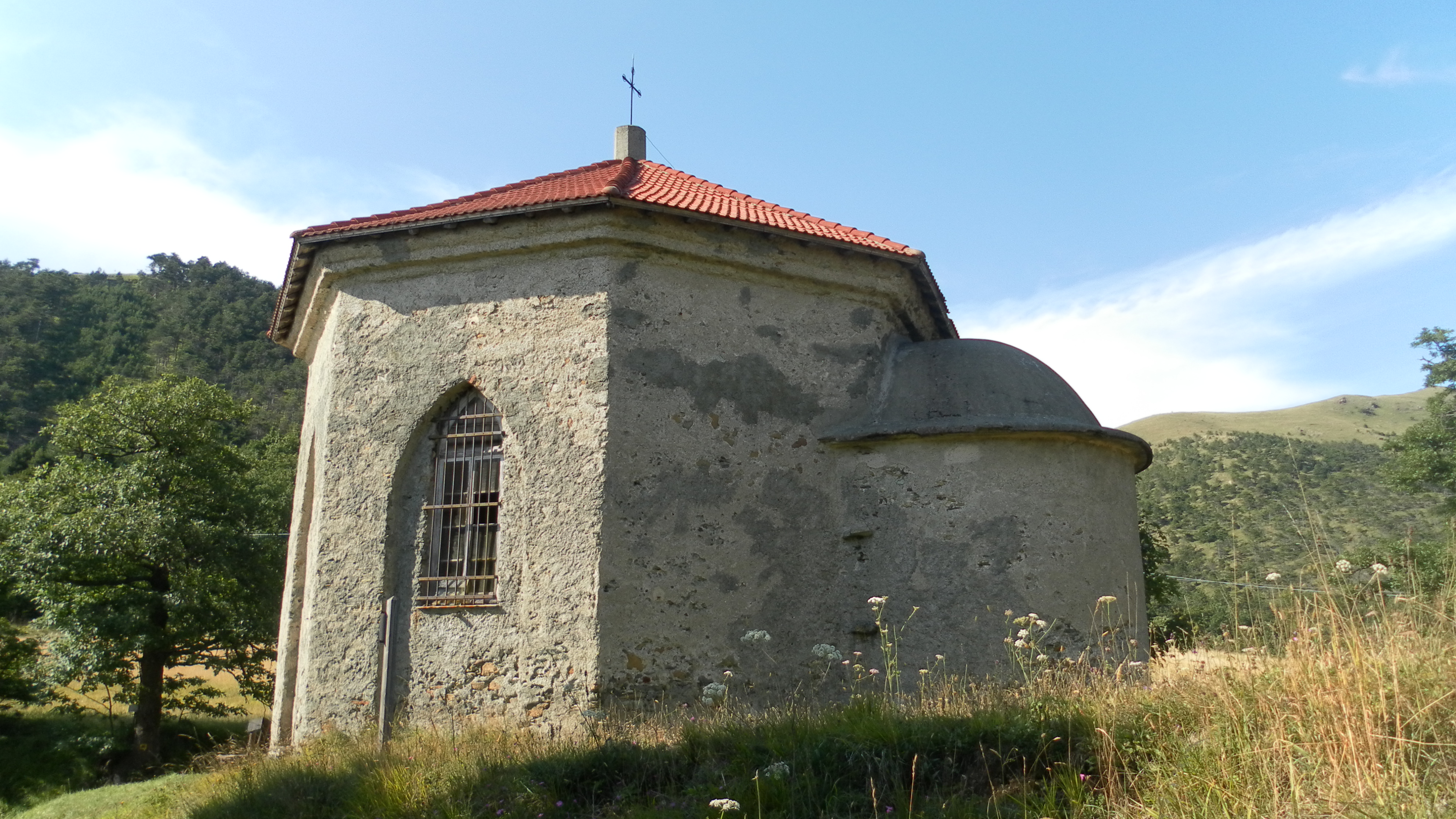
La Cappella dell'Assunta, nei pressi delle Capanne superiori di Marcarolo

Nei pressi della frazione si trova anche la cappella dell'Assunta.

## Economia
L'economia del luogo si è sempre basata sul castagno e sulla produzione del legname, utilizzato prevalentemente dalla Repubblica di Genova per la costruzione delle sue navi.
L'economia di Capanne di Marcarolo si è sempre rivolta alla valle Stura, prevalentemente verso Campo Ligure e verso Genova dove sono emigrati molto capannesi.
La lontananza dal resto del Piemonte, dal quale oggi dipende solo dal punto di vista amministrativo e i profondi e indissolubili legami etnici, storici, linguistici, economici, affettivi, ed ecclesiastici con la Liguria fanno sì che i capannesi si considerino liguri a pieno titolo, tanto che tra gli abitanti per indicare chi proviene dalle zone a nord della provincia di Alessandria (Casale Monferrato, Tortona, Alessandria) usano dire che "viene dal Piemonte".

## Distanze

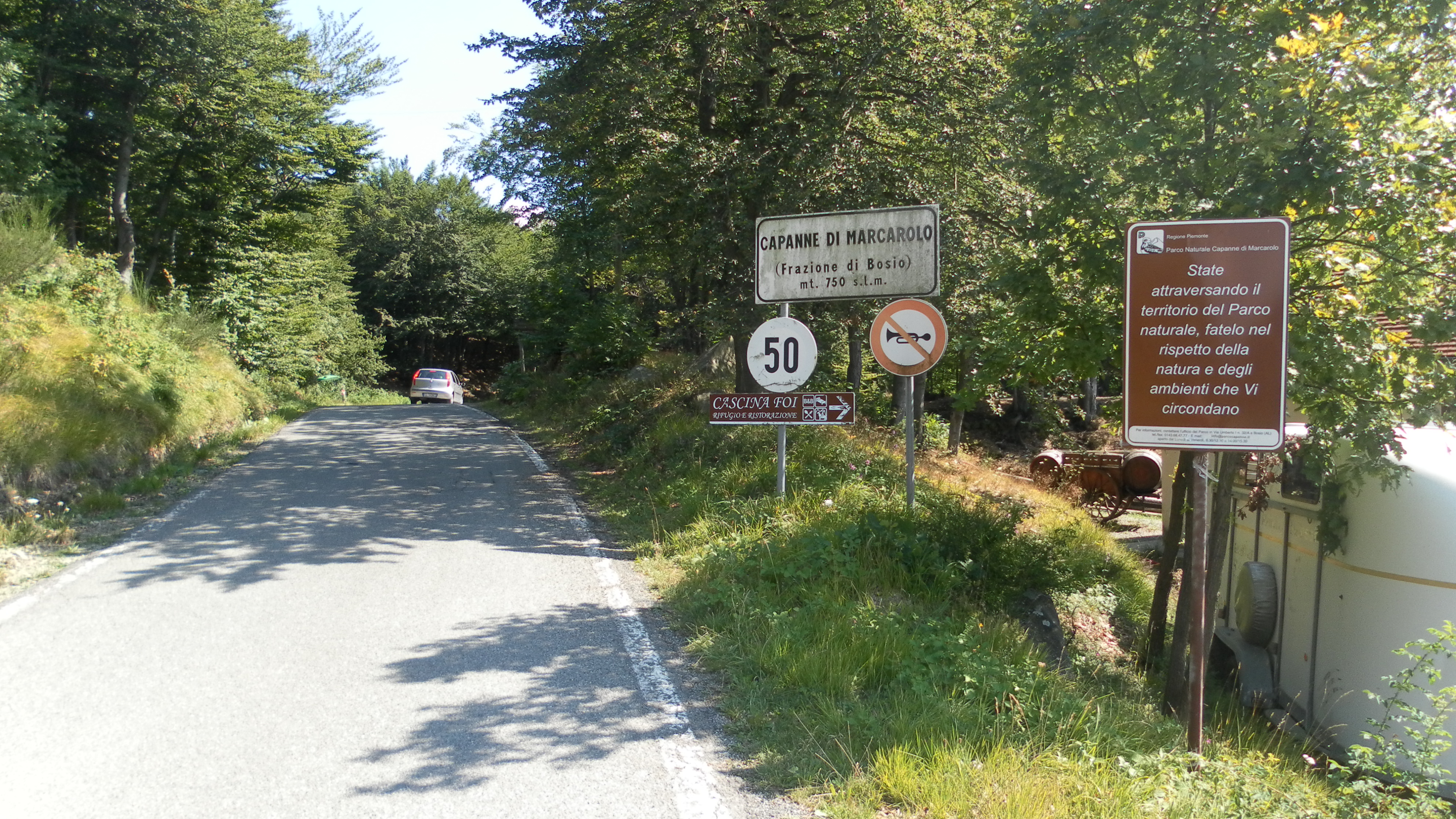
L'entrata della frazione

Campo Ligure (GE) 10 km
Bosio  (AL) 20 km
Ceranesi (GE) 21 km
Campomorone  (GE) 19 km
Ovada (AL) 23 km
Genova-Bolzaneto 28 km
Novi Ligure (AL) 31 km
Genova 39 km
Alessandria 67 km